# Barragem da Pedra do Cavalo
| Vazão regularizada    | 76 m³/s  |
| Comprimento da crista | 470,00 m |
| Altura máxima         | 125 m    |
| Cota do vertedor      | 106 m    |
| Cota máx. de operação | 120 m    |
| Cota máx. Maximorum   | 124 m    |

A Usina Hidrelétrica de Pedra do Cavalo fica no rio Paraguaçu, que nasce na Chapada Diamantina, localizada a cerca de 2 km das sedes dos municípios de Cachoeira e São Félix e 120 quilômetros de Salvador, no estado brasileiro da Bahia. O Rio Paraguaçu deságua no estuário da baía do Iguape no município de Maragojipe.
A barragem é operada não só pelo Grupo Votorantim, mas também faz parte dos reservatórios operados pelo Instituto de Meio Ambiente e Recursos Hídricos (INEMA), que substituiu o Instituto de Gestão das Águas e Clima (INGÁ), que por sua vez substituiu Superintendência de Recursos Hídricos do Estado da Bahia (SRH) e está transferindo sua gestão para a Companhia de Engenharia Ambiental da Bahia (CERB). É uma barragem do tipo aterro e subtipos terra e enrocamento. O vertedor é de concreto com 5 comportas (sistema hidráulico).
A usina funciona através do aproveitamento da reserva da Barragem de Pedra do Cavalo. A queda de água passa por dois condutos, cada um com vazão de 76 metros cúbicos por segundo e a vazão é conduzida até a casa de força. A água passa pela turbina, equipamento responsável por conduzir e direcionar a vazão através de um eixo ligado ao gerador, com o movimento da paletas deste eixo, é gerada a energia, que é distribuída pelos cabos até as torres de transmissão.
A barragem tem como função principal o abastecimento de água à Região Metropolitana de Salvador (RMS), sendo a principal fonte devido ao fato de fornecer 60% de todo o recebido pela RMS. Contudo, também foi idealizada para regularizar a vazão evitando as cheias que assolavam as cidades à jusante, às margens do Rio Paraguaçu: de um lado a cidade de São Félix, do outro, Cachoeira, cidades históricas importantes da Bahia.
Sabe-se que a prioridade do recurso natural renovável, porém finito, ali armazenado é o abastecimento humano e ecológico, motivo esse que obriga a usina hidrelétrica do complexo a fechar suas comportas respeitando níveis pré-estabelecidos de água na represa.

## Fatos históricos
- Quando da sua construção havia a previsão de a barragem ser enchida em dez anos e em menos de quatro anos as comportas já tiveram que ser abertas, abismando as expectativas dos órgãos competentes e ambientalistas.
- Em 7 de janeiro de 2008, registrou um volume de acumulação de 3.515,28 milhões de metros cúbicos, o que corresponde a 65,95% do seu volume máximo normal.